# Malo Gusto
Malo Arthur Gusto (Décines-Charpieu, 19 de Maio de 2003) é um jogador profissional de futebol francês que atua como lateral direito. Atualmente joga pelo Chelsea e pela Seleção Francesa de Futebol.

## Vida pessoal
Malo Arthur Gusto nasceu em 19 de maio de 2003 em Décines-Charpieu, uma comuna da metrópole de Lyon.

## Carreira

### Lyon
Malo Gusto começou a jogar no AS Villefontaine, mais tarde ingressando no Bourgoin-Jallieu por um período de um ano, antes de entrar na academia do Lyon como sub-14, em uma mudança semelhante à de seu colega mais velho da academia, Amine Gouiri. Gusto chegou no Lyon no mesmo ano em que o clube se mudou para o Stade des Lumières, em sua cidade natal.
Fez sua estreia no Lyon em 24 de Janeiro de 2021, substituindo Bruno Guimarães aos 90 minutos em uma vitória de 5-0 fora de casa sobre o Saint-Étienne na Ligue 1.

### Chelsea
Em 29 de janeiro de 2023, o Chelsea anunciou a assinatura de Malo Gusto em um contrato até 2030. O Lyon informou que a taxa de transferência era de 30 milhões de euros mais 5 milhões de euros em bônus. Ele foi emprestado de volta ao Lyon até o final da temporada 2022–23.  Em 13 de agosto, ele fez sua estreia pelo clube no empate de 1 a 1 contra o Liverpool na Premier League.

## Carreira Internacional
No dia 9 de outubro de 2023, Gusto foi convocado pela primeira vez para a seleção francesa para partidas contra Holanda e Escócia, substituindo o lesionado Jules Koundé. Em 13 de outubro de 2023, ele fez sua estreia internacional na partida de qualificações para o Campeonato Europeu de Futebol de 2024 contra a Holanda, saindo do banco aos 80 minutos, ajudando a França a uma vitória por 2–1, garantindo a qualificação como resultado.

## Estilo de jogo
Gusto é visto como um jogador ágil e ofensivo, desde que jogou futebol de oito no AS Villefontaine, e atuou pela primeira vez como meio-campista ofensivo ou atacante. Enquanto estava na academia do Lyon, ele jogou em diversas posições diferentes, incluindo meio-campista e ponta-direita. Ele acabou se estabelecendo como lateral direito, onde aproveitou ao máximo sua velocidade e capacidade atlética.

## Títulos
Chelsea
- Liga Conferência da UEFA: 2024–25[22]
- Mundial de Clubes FIFA: 2025[23]

## Campanhas de Destaque

#### Chelsea
- Vice-campeão da Copa da Liga Inglesa: 2023-24[24]